# Muzeum slovenské dědiny
Muzeum slovenské dědiny (slovensky Múzeum slovenskej dediny); neoficiálně Skanzen Martin je největší přírodní expozicí na Slovensku. Nachází se v Jahodníckych hájích, východně od Martina a na ploše 15,5 ha se nachází 143 exponátů slovenské lidové architektury, pocházejících ze severozápadního Slovenska.

## Dějiny[1]
- 1931 - první záměr vybudování skanzenu v Martině
- 1943 - první exponát (zvonice z Koštian nad Turcom) byl převezen do botanické zahrady SNM v Martině
- 1964 - Slovenská národní rada schválila vybudování muzea lidové architektury při Martine
- 1968 - 5. listopadu byl položen základní kámen muzea v Jahodníckych hájích
- 1972-1974 - zpřístupnění prvních objektů v sekci regionu Orava
- 1972-1985 - výstavba sekce regionu Kysuce - Podjavorník
- 1974-1990 - výstavba sekce regionu Liptov
- 1979 - začátek výstavby sekce regionu Turiec
- 1991 - začátek pravidelné sezónní provozu
- 2004 - celoroční provoz